# Insula Man
Insula Man (în engleză Isle of Man, în manx Ellan Vannin) sau simplu Mann (manx: Mannin) este o insulă dependentă a Coroanei Britanice, situată în Marea Irlandei, între Irlanda și Anglia. Insula nu este parte nici din Regatul Unit și nici din Uniunea Europeană.

## Istoric
Insula Man a devenit un teritoriu viking între anii 700 și 900. Regatul Norse al Insulei Man și al Insulelor a fost creat în 1079, iar regele Norvegiei Magnus al VI-lea le-a cedat Scoției în 1266. Insula a intrat sub control englez în Secolul XIV și sub controlul Coroanei Britanice din 1765.
Insula a fost folosită ca lagăr de internare a cetățenilor străini în timpul celor două războaie mondiale 1914-18 și 1939-45.

### Tynwald
Insula consideră că are cel mai vechi parlament cu o existență continuă, Tynwald, format în anul 979 (atât parlamentul Islandei cât și parlamentul Insulelor Feroe sunt mai vechi, dar au fost abolite în perioadele 1800–1845 și respectiv 1816–1852). Adunarea ceremonială anuală de pe dealul Tynwald în iulie este considerată ziua națională a insulei. Principalul scop este citirea titlurilor acordate precum și o scurtă descriere a legilor adoptate în anul precedent.

### Triskelion

Triskelion

Simbolul caracteristic al insulei este Triskelion, similar cu simbolul Trinacria al Siciliei. Simbolul constă în trei picioare acoperite de armură, îndoite de la genunchi și dispuse la un unghi egal. Nu există o definiție oficială, fiecare instituție utilizând versiunea sa proprie, unele fiind orientate în sensul trigonometric, altele în sens orar, unele având picioarele îndoite la 60° altele la 90°, existând și variante cu 120°.

## Geografie

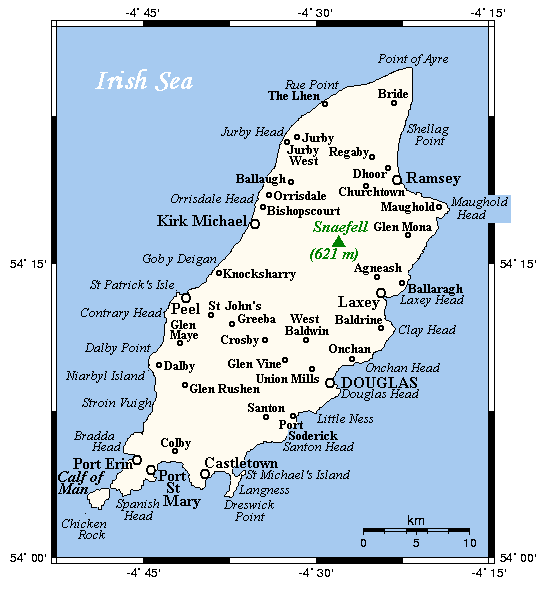
Harta Insulei Man

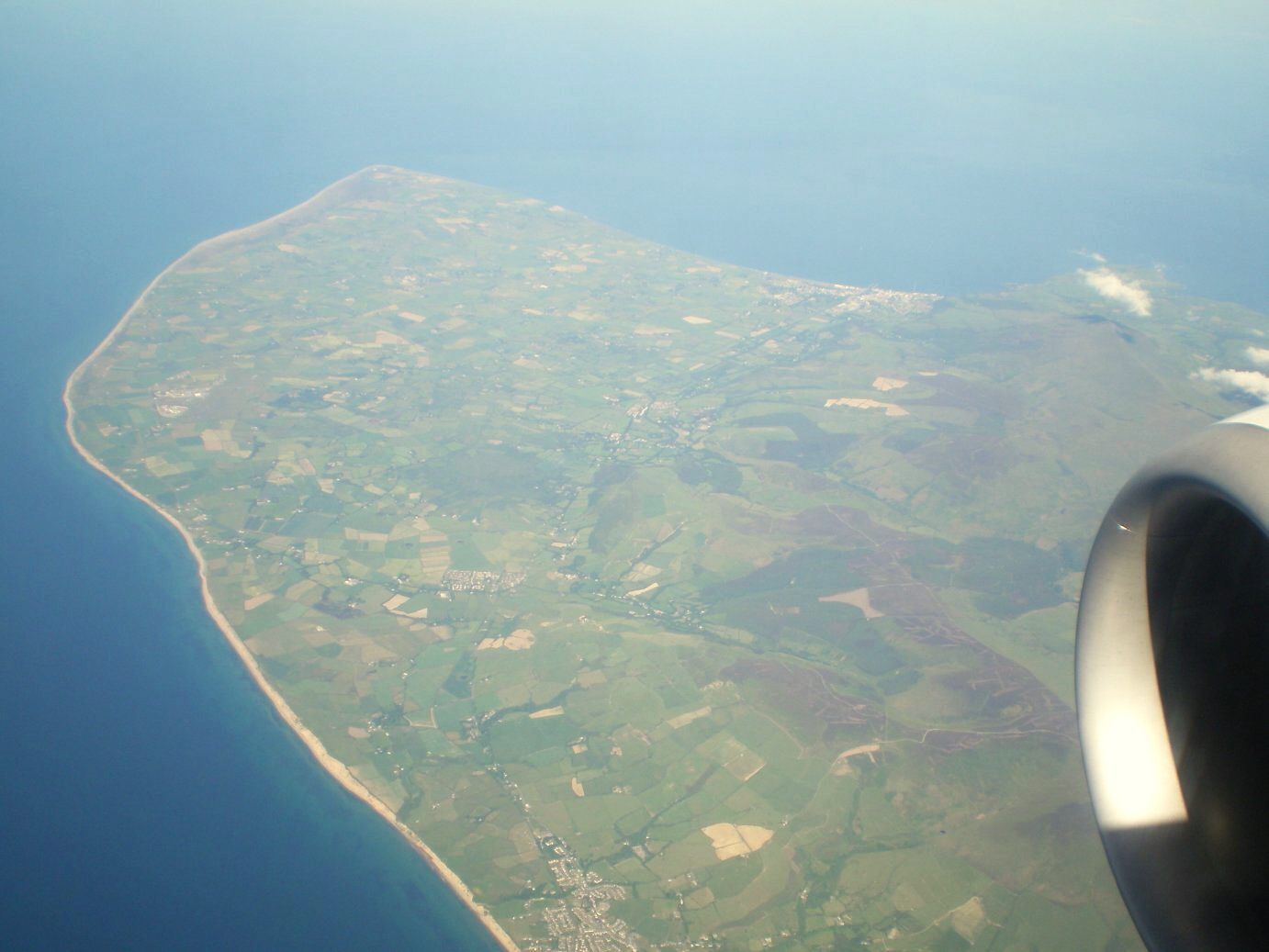
Insula Man - Ramsey, Kirk Michael

Insula Man este parte din Insulele Britanice, un arhipelag de insule situat în nord-vestul Europei. Este situată în Marea Irlandei, aproximativ echidistant față de Anglia, Irlanda de Nord și Scoția.
Are o lungime de 48 km și între 13 și 24 km lățime cu o suprafață de 572 km². Dealurile din nord și din sud sunt separate de o vale centrală. Extrema nordică a insulei este foarte plată, fiind formată în principal din depozite lăsate de avansul ghețarilor din vestul Scoției în perioadele glaciare. Snaefell, cu o înălțime de 621 m, este cel mai înalt punct de pe insulă. Conform unei vechi legende, de pe acest vârf se pot vedea șase regate: Mann, Scoția, Anglia, Irlanda, Țara Galilor și Raiul.

## Sistem politic
Insula Man depinde de coroana britanică, dar se autoguvernează. Șeful statului este numit Lord of Mann, iar din 1765 este monarhul britanic. Suveranul este reprezentat pe insulă de un Locotenent Guvernator. Regatul Unit este responsabil pentru apărarea și reprezentarea internațională a insulei, iar parlamentul acesteia are competență asupra aproape tuturor domeniilor.
Parlamentul insulei se numește Tynwald (Tinvaal) și datează din anul 979. Tynwald este o legislatură bicamerală, ce conține House of Keys (ai cărei membri sunt aleși în mod direct prin sufragiu universal) și Consiliul legislativ (format din membri aleși indirect). Aceste două adunări se reunesc în ședințele comune ale Tynwaldului. Există și un Consiliu de Miniștri, condus de un Ministru Șef (engleză Chief Minister), actualmente Tony Brown. Majoritatea candidaților se prezintă la alegeri ca independenți, în ciuda faptului că partidele politice există, pentru că acestea au o influență redusă.
Insula Man este în afara Regatului Unit și a Uniunii Europene, dar prin tratatul de aderare al Regatului Unit se stipulează faptul ca circulația bunurilor din Man să fie liberă în cadrul Spațiului economic European, dar nu și cel al persoanelor, capitalului și serviciilor. Insula se află însă într-o zonă de deplasare comună împreună Regatul Unit, Irlanda și Insulele Canalului astfel că nu impune controale cetățenilor ce vin din aceste țări. Unii cetățeni ce necesită o viză pentru Regatul Unit pot necesita o viză specială pentru Insula Man.
Nu există cetățenie separată a Insulei Man, toți locuitorii fiind cetățeni britanici. Cu toate acestea, cetățenii din Mann nu pot beneficia de libera circulație a muncitorilor în cadrul UE, cu excepția celor care au un părinte sau bunic originar din Regatul Unit sau a celor care au locuit cel puțin cinci ani în Regatul Unit. De asemenea toți cetățenii non-Manx, inclusiv cei britanici, necesită un permis de muncă pentru a lucra în insulă, până când împlinesc cinci ani de reședință.

## Economia
Insula Man are o economie cu taxe scăzute, cele pe venit variind între 10% și 18%, iar companiile sunt scutite de impozit. Serviciile bancare externe, manufactura și turismul sunt principalele activități economice. De asemenea datorită ajutoarelor acordate de guvern pentru companiile de tehnologie avansată și instituțiile financiare au crescut posibilitățile de angajare pe insulă.
Insula Man emite propriile monede și bancnote care circulă liber alături de monedele Regatului Unit și bancnotele engleze sau scoțiene. Poșta Insulei Man emite propriile timbre, având un venit semnificativ din emiterea edițiilor speciale pentru colecționari.

## Diviziuni administrative

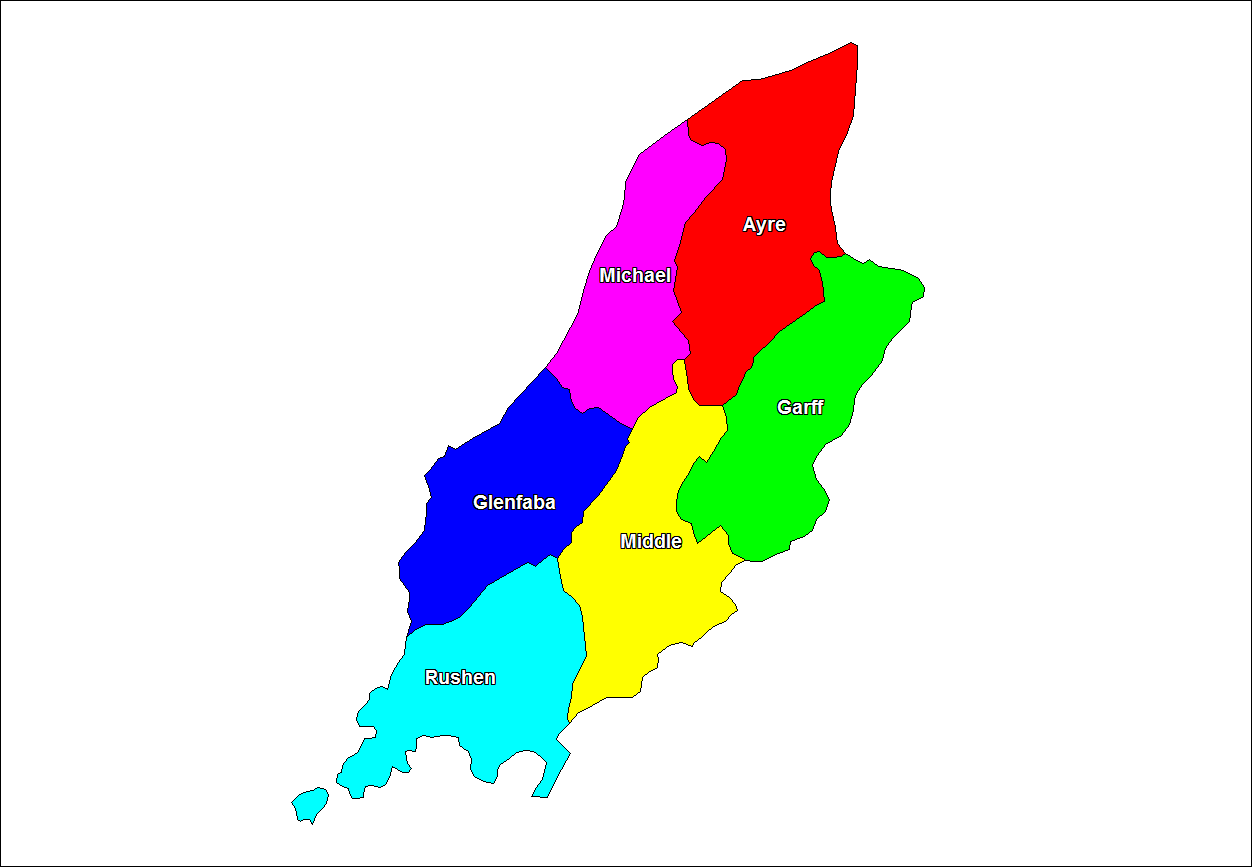
Diviziunile administrative ale Insulei Man

Insula este divizată în șase districte administrative, numite sheading. Termenul se presupune că este de origine nordică și ar însemna divizie de corabie, fiecare district se presupune că era responsabil de producerea unui anumit număr de corăbii de război. Cele șase districte sunt:
- Ayre
- Glenfaba
- Garff
- Michael
- Rushen
- Middle

## Limba manx
Limba manx (Gaelg sau Gailck), cunoscută și ca Manx Gaelic, este o limbă celtică goidelică vorbită pe Insula Man. Este o descendentă a irlandezei vechi și este asemănătoare cu dialectele gaelice vorbite în Ulster (în Irlanda de Nord) și în Galloway (în vestul zonei de consiliu Dumfries and Galloway din Scoția).
Numărul vorbitorilor a scăzut drastic începând din secolul XIX, iar la mijlocul secolului XX au mai existat doar câțiva vorbitori nativi, ultimul decedând în 27 decembrie 1974. Ulterior a început un proces de renaștere a limbii, limba manx fiind predată ca o a doua limbă în unele școli din insulă. Actualmente se consideră că au apărut din nou vorbitori nativi de manx: copii crescuți de părinți vorbitori de manx. La recensământul din 2001, doar 1689 de persoane din aproximativ 71 000 au declarat o cunoaștere a limbii, dar cifrele variază.

## Sport
Insula Man participă la Jocurile Commonwealthului, iar sporturile cel mai des practicate pe insulă sunt aceleași ca și în restul Regatului Unit: Fotbal, Cricket, Rugby.
Probabil cel mai important eveniment sportiv este o cursă de motociclete ce are loc din ultima săptămână din mai până în prima săptămână din iunie, Tourist Trophy.